# Kosovarisch-polnische Beziehungen
Die Kosovarisch-polnischen Beziehungen sind die außenpolitischen Beziehungen zwischen dem Kosovo und Polen. 
Nach dem Zerfall von Jugoslawien erkannte Polen im Februar 2008 die Unabhängigkeit des Kosovos an, diplomatische Beziehungen wurden jedoch nicht aufgenommen. Seit 1999 ist im Kosovo ein polnisches Friedenskontingent stationiert, derzeit im Rahmen der KFOR. Nach dem Ende des Kalten Krieges trat die Dritte Polnische Republik der EU und der NATO bei, das Kosovo bemüht sich um die Aufnahme in beide Staatenbünde. Die Beziehungen sind gut und freundschaftlich. In jüngster Vergangenheit gab es eine direkte Flugverbindung zwischen Warschau und Pristina.
Polen besitzt eine Botschaft in Skopje, die die polnischen Interessen auch im Kosovo vertritt. Daneben bedient sich Polen der ungarischen Botschaft in Pristina. Polen selbst unterhält keine diplomatische Mission im Kosovo. Das Kosovo hat auch keine diplomatische Mission in Polen.